# Roberto Gramajo
Roberto Artemio Gramajo (La Banda, Santiago del Estero, 28 de julio de 1947 - Laborde, provincia de Córdoba, 1 de julio de 2023) fue un futbolista argentino que jugó la mayor parte de su carrera en Rosario Central.

## Biografía
Roberto comenzó jugando a los quince años en Central Argentino, un club de La Banda. A la edad de dieciséis ya formaba parte del seleccionado de su provincia: Santiago del Estero. Como adolescente debutó en la primera de su club, pero tenía problemas de disciplina ya que detestaba las exigencias que le imponían.

### Rosario Central
Con diecinueve años fue comprado por Rosario Central por 4.750.000 pesos. Llegó a Rosario en 1967 y jugó solo un partido para la tercera. Continuó jugando para la reserva por lo que restaba del año.
Debutó en primera división el 29 de octubre, por la octava fecha Torneo Nacional de 1967, ante Platense en la victoria 3 a 0 en la cancha de Newell's. Tuvo la oportunidad de ser titular, ya que Enzo Gennoni (quien jugaba en su puesto) había sido expulsado la fecha anterior. En su segundo partido para los rosarinos marcó su primer gol en la derrota por 3 a 2 ante River en el estadio Monumental. 
Su estado físico no era el mejor, por lo que mientras se ponía en forma seguía jugando partidos en la reserva de su equipo.
En su segunda temporada en Central se ganó la titularidad y marcó 11 goles: fue el goleador del equipo en el Metropolitano de 1968 con 9 tantos e hizo 2 goles por el Nacional.

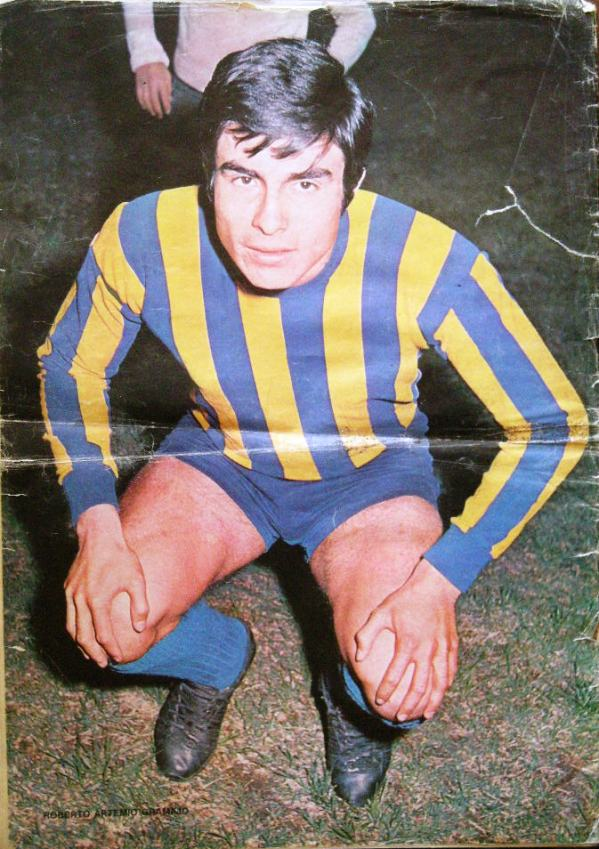
El "Chango" Gramajo.

En 1969 Central solo disputó el campeonato Metropolitano y marcó solo 1 gol. En el reclasificatorio de ese año marcó otro gol. 1970 fue un buen año de Gramajo: marcó 9 goles en 19 partidos jugados del campeonato Metropolitano y 13 en el torneo Nacional donde el conjunto rosarino obtuvo el segundo puesto. Su noche inolvidable fue el 2 de octubre de 1970, cuando le marcó cuatro goles a Independiente en la cancha de Racing para la victoria canalla por 5 a 3, en un partido que fue televisado en directo y lo jugó estando infiltrado.
Otro recordado gol fue el que le realizó a Newell¡s en un clásico rosarino favorable a Central por 4 a 1, disputado en el estadio rojinegro en 1970. Cuentan las crónicas que ese día, Gramajo gambeteó al arquero y, casi junto al palo, hizo cruzar la pelota la línea de gol apenas medio metro. Con el mismo movimiento la sacó, la levantó, la tomó con su mano derecha y así la llevó, mostrándola en lo alto a la oficial de Ñuls como si fuese un mozo portando una bandeja.
Durante el Metropolitano de 1971 disputó 32 encuentros y marcó 5 goles. En la Copa Libertadores jugó 4 partidos y marcó un gol en la victoria ante el Sporting Cristal por 2 a 1. 
Fue el wing izquierdo que tuvo la delantera campeona de Rosario Central en el campeonato Nacional, que integraba junto a Ramón Bóveda y Aldo Poy. Jugó 13 partidos y haciendo 7 goles. Fue una pieza importante en la victoria a San Lorenzo en la final, ya que marcó el primer gol de la victoria por 2 a 1 en la cancha de Newell's.
Su último torneo en Rosario Central fue el Metropolitano de 1972 donde hizo 3 goles. Por la Copa Libertadores de ese año hizo el gol de la victoria por 1 a 0 ante Atlético Nacional. En total jugó 160 partidos y marcó 57 goles para Rosario Central.
El 22 de agosto de 1971, en el Metropolitano de 1971, protagonizó un hecho muy curioso en la derrota 2 a 1 ante Racing. Otro Chango, Juan Carlos Cárdenas, jugador de campo, le atajó un tiro penal ya que Racing había sufrido la expulsión de sus dos arqueros. Ejecutó 14 penales en Rosario Central de los cuales convirtió 10, desvió 2 y le atajaron 2 (el otro fue Miguel Santoro de Independiente en el campeonato Nacional de 1970.
Jugó 16 Clásicos ante Newell’s y perdió uno solo. El resto fueron 5 triunfos y 10 empates. Le convirtió cinco goles a los rojinegros: uno a Jorge Traverso en el 2 a 2 del Reclasificatorio de 1969 y los otros cuatro a Carlos Fenoy: uno en el 1 a 1 del Metropolitano de 1970, otro en la victoria 3 a 1 y dos (uno de penal) en la goleada 4 a 1, ambos en el campeonato Nacional de 1970.

### Años en Grecia y regreso a Argentina

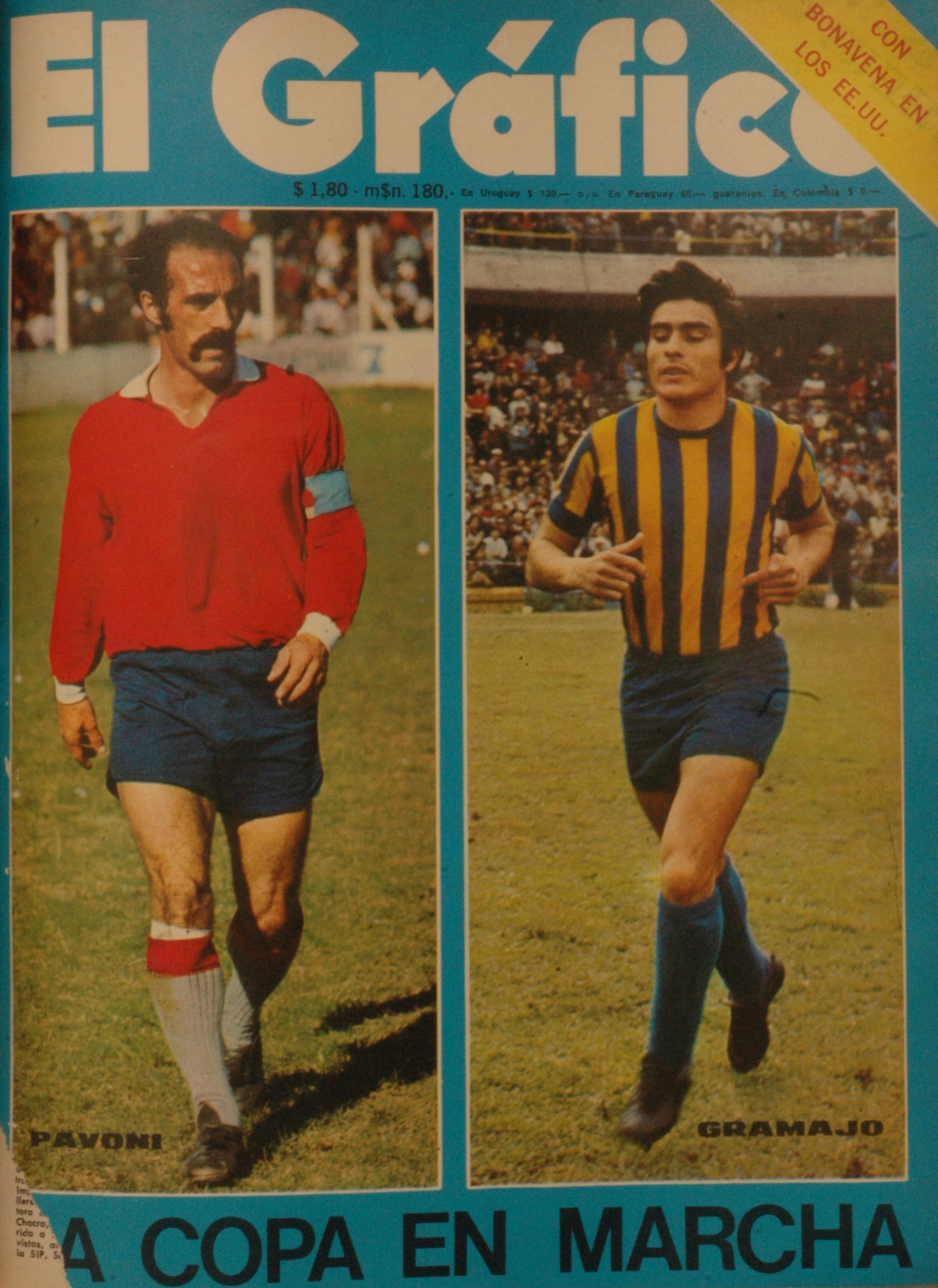
Pavoni (Independiente) y Gramajo (Rosario Central) en portada de El Gráfico en 1972.

A mitad de año de 1972 fue vendido al Panathinaikos de Grecia.
Su paso por el fútbol griego no fue bueno, solo jugó 9 partidos y marcó 2 goles por la liga de ese país. La relación que tenía con su entrenador, el húngaro Puskás, no era buena y quiso retornar a Argentina. Trató de volver a Rosario Central pero el club rosarino contrató a Mario Kempes en lugar del santiagueño.
En 1974 llegó a Huracán por pedido de César Luis Menotti. Allí consiguió el subcampeonato del Metropolitano de 1975. En 1976 pasó a Quilmes, donde jugó 10 partidos y marcó 3 goles.
En 1977 pasó a disputar la liga de Ecuador en el Deportivo Cuenca, donde además jugó la Copa Libertadores.
En 1978 pasó a disputar la liga Beccar Varela Argentina en el Club Jorge Newbery de Ucacha
En 1987 se retiró en Olimpo de Laborde Argentina.

## Selección nacional
Vistió la camiseta de Selección de fútbol de Argentina en un partido amistoso ante Francia el 8 de enero de 1971 en el estadio de Boca Juniors. El encuentro finalizó 4 a 3 a favor de los europeos y Roberto se fue reemplazado al inicio del segundo tiempo por Angel Marcos. El entrenador era Juan José Pizzuti y en ese equipo jugaron Norberto Madurga, Roberto Perfumo, Juan Ramón Verón, Jorge Carrascosa y Alfredo Obberti, entre otros.

## Fallecimiento
Falleció el 1 de julio de 2023.

## Trayectoria
| Club                      | País      | Año       |
| ------------------------- | --------- | --------- |
| Rosario Central           | Argentina | 1967-1972 |
| Panathinaikos             | Grecia    | 1972-1974 |
| Huracán                   | Argentina | 1974-1975 |
| Quilmes                   | Argentina | 1976      |
| Deportivo Cuenca          | Ecuador   | 1977      |
| Club Jorge Newbery Ucacha | Argentina | 1978      |
| Olimpo                    | Argentina | 1987      |

## Palmarés
| Título           | Club                  | País      | Año    |
| ---------------- | --------------------- | --------- | ------ |
| Primera División | C. A. Rosario Central | Argentina | N-1971 |